# Erick Manana
Erick Manana, właśc. Erick Rafilipomanana (ur. 1959 w Antananarywie) – malgaski gitarzysta, piosenkarz i kompozytor.
W wieku 19 lat przeprowadził się do Francji. Jako dziecko interesował się muzyką hiragasy, co znalazło odwzierciedlenie w jego kompozycjach. Swoją działalność muzyczną na Madagaskarze rozpoczął jako założyciel zespołu Lolo sy ny Tariny pod koniec lat 70. XX w. W trakcie swojej kariery był związany z grupami Tselonina, Mahaleo i Feo-Gasy. Rozwinął też karierę solową, do 2002 r. wydając kilka albumów.
Na swoim koncie ma szereg nagród, w tym Prix Média-Adami Découvertes (z konkursu Radio France Internationale z 1994 r.) oraz Grand Prix du disque de l’académie Charles Cros (1997, za album Vakoka).